# Atanas Uzunov (militare)
Atanas Marinov Uzunov (Ruse, 1857 – Ruse, 22 febbraio 1887) è stato un rivoluzionario e militare bulgaro.

## Biografia
Durante l'insurrezione di Stara Zagora del 1875, Uzunov partecipò al distaccamento di Červenovod. Dopo il fallimento della rivolta, riparò in Romania. Nel 1876 si arruolò come volontario nella guerra serbo-ottomana, combattendo nei pressi delle località di Zaječar e Korito. Dopo la guerra, nello stesso anno, si arruolò nel 60º reggimento di fanteria d'oltremare dell'esercito imperiale russo. In seguito si diplomò alla Scuola di Fanteria di Odessa nel 1877.
Alla dichiarazione della guerra russo-turca si arruolò nel Corpo dei volontari bulgari e prestò servizio nella III compagnia della II compagnia di milizia. Partecipò alla battaglia di Stara Zagora, combatté anche a Šipka, nella battaglia di Šejnovo e nei Balcani di Kotel. Fu insignito della medaglia di cavaliere di IV classe dell'Ordine di San Giorgio e fu promosso al grado di guardiamarina nel 1878.
Dopo la Liberazione prestò servizio nella milizia della Rumelia orientale. Si unì alla II Compagnia di fanteria di Kjustendil, poi alla XXII Compagnia di fanteria di Pazardzhik e alla I Compagnia di genieri di Sofia. È stato il primo ufficiale dell'esercito bulgaro a diplomarsi all'Accademia di ingegneria militare di San Pietroburgo.
Durante la guerra serbo-bulgara del 1885 Uzunov fu capo del distaccamento settentrionale e comandante della Baba Vida. Si dimostrò un esperto ingegnere militare nella fortificazioni e nella difesa della fortezza. Chiamato dal generale serbo Milojko Lešjanin ad arrendersi, Uzunov rispose che aveva imparato come catturare le fortezze, non come arrendersi e continuare la difesa. Respinse tutti gli attacchi dell'esercito del Timok fino all'armistizio del 16 novembre 1885.
Come capo della 3ª brigata e comandante della piazza di Ruse, nel febbraio 1887 Uzunov diede vita a un fallito ammutinamento contro la Reggenza. Fu condannato a morte per la rivolta e fucilato il 22 febbraio sull'altopiano di Leventtabia, non lontano dalla città.